# Tahiti Nui TV
Tahiti Nui Télévision (ou TNTV en abrégé) est une chaîne de télévision de la Polynésie française.

## Historique
La chaîne est créée le 29 juin 2000 par le gouvernement de la Polynésie française. À partir du mois de juillet 2000, la chaîne lance Le Journal des Îles. La chaîne est créée sous l'impulsion de Gaston Flosse, qui recrute International Média Consultants Associés (IMCA) dirigé par Pascal Josèphe pour coordonner sa création.
En 2010, le rapport Bolliet préconise la fermeture de la chaîne. Fin 2010, le gouvernement polynésien accorde une subvention de 277 363 090 francs à la chaîne pour restructurer ses dettes.
En novembre 2011, la chaîne lance TNTV Replay qui permet de voir ou de revoir les productions locales de la chaine (journaux, émissions, débats, etc.)[réf. souhaitée].
En 2015, Mateata Maamaatuaiahutapu est nommée directrice de TNTV,. La chaîne reçoit le certificat du record Guinness pour la plus grande réunion du nombre de joueurs de ukulele jamais organisée.
Le 1er août 2017, une déclinaison de la chaîne expurgée de certaines émissions pour des raisons de droit est lancée en HD et gratuitement, en métropole avec l'opérateur Free, dans son bouquet Freebox TV sur le canal 219. Elle est également disponible depuis le 1er novembre 2017 sur le canal 397 d'Orange et le canal 404 de Bouygues Telecom.
En avril 2019, Lara Dupuy prend la tête de la rédaction de la chaîne, puis quitte son poste en octobre de la même année. Elle est remplacée par Moea Pierron qui assurera la fonction de rédactrice en chef jusqu'en 2023 où elle cédera ses fonctions à Sam Teinaore. 
Le 25 juillet 2022, en partenariat avec Samsung, TNTV lance sa chaîne FAST nommée Tahiti TV disponible sur le canal 4403 de Samsung TV Plus. 
Le 29 juin 2023, à l'occasion de son 23ème anniversaire, la chaine lance TNTV Reo, le premier canal d'information en langue tahitienne dans le but de valoriser et démocratiser l'usage de cette langue.    
En début d'année 2024, Mateata Maamaatuaiahutapu quitte la direction générale de TNTV pour reprendre la fonction de directrice d'antenne. Elle est remplacée par un duo de directeurs: Karl Tefaatau qui occupe la fonction de Directeur Général et Yves Haupert, Directeur Général Délégué.    

### Identité visuelle
Le 29 juin 2010, la chaîne modifie son habillage télévision et son logo pour fêter ses 10 ans d'existence. 
Le 29 juin 2020, à l'occasion de ses 20 ans, TNTV modernise son logo et son habillage télévision. L'habillage antenne est ainsi encore plus fidèle aux aspirations de la chaîne du fenua, moderne et polynésien. 

Logo de juin 2000 à juin 2010
Logo de 2010 à 2017
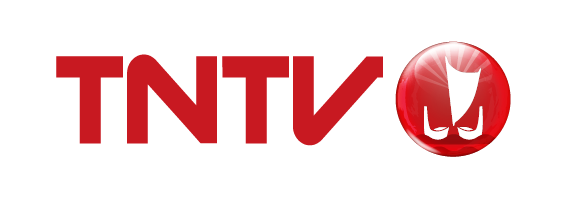
Logo de 2017 à 2020
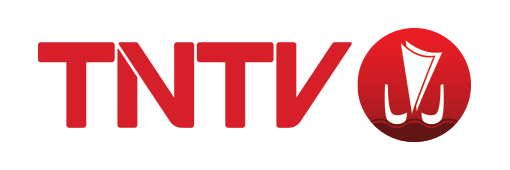
Logo TNTV depuis 2020

## Statut
Tahiti Nui Télévision est une société d'économie mixte de la Polynésie française, la collectivité d'outre-mer et les autres personnes publiques détenant entre 50 % et 85 % du capital social.

## Programmation
TNTV est une télévision locale 100% polynésienne subventionnée par la collectivité de la Polynésie française. Elle diffuse des émissions et des programmes à caractère social, culturel et éducatif, contribuant notamment à la connaissance et au respect de l’identité culturelle polynésienne et son évolution. Les émissions produites par la chaîne sont centrées sur la culture polynésienne et l'information locale (magazines, jeunesse, découverte, événements sportifs et culturels), et des journaux télévisés en français et en tahitien. Tahiti Nui TV diffuse aussi des films et des séries ainsi que des programmes achetés à TF1 (dont elle reprend chaque jour le journal de 20 heures, diffusé localement à 9 heures du matin) et M6.
Tahiti Nui TV bénéficie d’une convention avec l'Arcom, signée avec le CSA en 2000, renouvelée en 2005, 2010 et 2015. Cette convention lui attribue les mêmes obligations d’équilibre, de pluralisme et de contraintes de programmation, que le service public.

## Diffusion
La chaîne est diffusée sur l'ensemble de la Polynésie française via la télévision numérique terrestre (TNT) et via le bouquet Tahiti Nui Satellite (TNS).
Les résultats de l’étude d’audience réalisée par Médiamétrie-Alvea du 24 septembre au 9 octobre 2018 indiquent 35,2% de part d’audience pour TNTV.

## Directeurs généraux
- 2000-2001 : Éric Moniot
- 2001-2004 : Daniel Franco
- 2004-2007 : Sept directeurs généraux se succèdent à la tête de la chaîne dont Ahiti Roomataaroa et Erick Monod
- 2007-2014 : Yves Haupert
- 2014-2015 : Philippe Roussel
- 2015-2024 : Mateata Maamaatuaiahutapu
- Depuis 2024 : Karl Tefaatau et Yves Haupert